# Fremdsprachenuniversität Shanghai
Die Fremdsprachenuniversität Shanghai (chinesisch 上海外国语大学, Pinyin Shànghǎi Wàiguóyŭ Dàxué) ist eine Schwerpunkthochschule in der Volksrepublik China.
Hinsichtlich Fremdsprachen gilt sie zusammen mit der Fremdsprachenuniversität Peking und Universität für Sprache und Kultur Peking als die renommierteste Universität des Landes. Es werden 38 Bachelor- und 41 Master-Studiengänge angeboten.

## Campus

Institut für Englisch

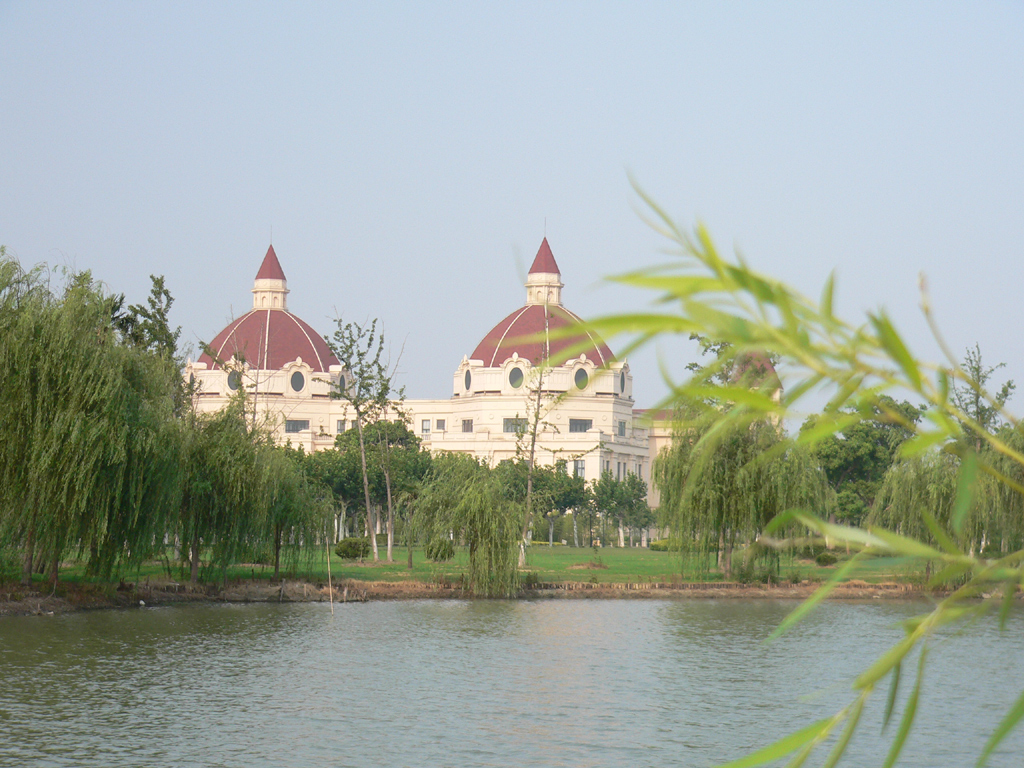
Institut der Rechtswissenschaften

Der Campus ist zweigeteilt. Die meisten Bachelorstudiengänge werden auf dem neueren Campus in Songjiang unterrichtet. Ausländische Studenten und Studenten, welche einen Master anstreben, befinden sich hauptsächlich auf dem älteren Campus nahe dem Zentrum Shanghais. Zwischen beiden Komplexen verkehren durchgängig Shuttlebusse.
Der Hongkou-Campus liegt in der Stadt Shanghai, nördlich des Lu-Xun-Parks. Das Gelände gehörte ursprünglich der Chizhi-Universität, später der Ji’nan-Universität.
Der Songjiang-Campus ist bekannt für seine exotischen Lehrgebäude, die Architektur aus den jeweiligen Regionen aufnehmen: So ist das Lehrgebäude der Fakultät für Asien- und Afrika-Forschung im islamischen Stil, die Russische Abteilung im byzantinischen Stil und die Fakultät für Anglistik im viktorianischen Stil.

## Geschichte
Die Geschichte geht zurück auf ein 1949 gegründetes Institut für Russische Sprache (上海俄文学校; Pinyin: Shànghǎi Éwén Xuéxiào), das an der Ostchina-Volksrevolution-Universität angeschlossen war. Der erste Präsident, Jiang Chunfang, war ein renommierter Übersetzer für Russisch. Das Institut wurde 1950 um einen Schwerpunkt für englische Sprache erweitert. Im April 1950 kam noch eine Abteilung für orientalische Sprachen hinzu, in der Birmanisch, Vietnamesisch und Indonesisch unterrichtet wurde. Nach einer Umstrukturierung im Jahr 1956 erhielt das Institut den Namen Fremdspracheninstitut Shanghai (上海外国语学院; Pinyin: Shànghǎi Wàiguóyŭ Xuéyuàn) und wurde 1963 auf Beschluss des Staatsrats zur Schwerpunkthochschule ernannt mit Abteilungen für Russisch, Englisch, Französisch, Deutsch, Japanisch, Arabisch und Spanisch. 1994 wurde die Hochschule in Shanghai International Studies University (上海外国语大学) umbenannt. 1996 wurde sie im Rahmen des Projekts 211 zu einer von hundert chinesischen Schlüsseluniversitäten für das 21. Jahrhundert.

## Partnerschaften
Die Universität unterhält Partnerschaften mit 286 Universitäten und Institutionen in 55 Ländern und Regionen.
Seit 1983 pflegt sie eine rege Kooperation mit der Universität Heidelberg.  Seit 2002 gibt es einen Studiengang Deutsch/Wirtschaft, der gemeinsam mit der Universität Bayreuth konzipiert wurde.
Seit 2013 gibt es auch Austauschprogramme mit der Universität Freiburg und der Universität Bielefeld.

## Forschung und Lehre

### Dolmetschen
Dem Institut für Dolmetschen und Übersetzen (GIIT) der Fremdsprachenuniversität Shanghai wurde vom AIIC, dem Internationalen Verband der Konferenzdolmetscher das höchste Ranking verliehen. Sie ist die einzige asiatische Universität, die zu den 15 Top-Konferenzdolmetschen-Einrichtungen auf der Welt zählt.

### Veröffentlichungen
Die Universität bearbeitet und veröffentlicht darüber hinaus 12 Fachzeitschriften und gibt eine Reihe von Lehrbüchern im Fachgebiet Chinesisch als Fremdsprache heraus. Im Jahr 2012 veröffentlichte der Fremdsprachenausbildungs-Verlag Shanghai (SFLEP) 1.268 Bücher. 2010 stammten 5 der 10 am häufigsten zitierten chinesischen Bücher im Bereich der Sprachen aus dem SFLEP Fremdsprachenausbildungs-Verlag. Auftrag der Universität ist es, „China den Rest der Welt vorzustellen“ und „China weltweit zu präsentieren“.
Im Bereich der deutschen Sprache sind vor allem folgende Veröffentlichungen zu nennen:
- Großes Deutsch-Chinesisches Wörterbuch (1986)
- Deutsche Literaturgeschichte (1991)
- Geschichte der chinesischen Einflüsse in der Deutschen Literatur(1996)
- Das neue Deutsch-Chinesische Wörterbuch (1999)
- Geschichte der chinesischen Übersetzungen der deutschen Literatur in China (2004)
- Wörterbuch der deutschen Literatur (2010)

### Bibliotheken
Die Universitätsbibliotheken haben eine Sammlung von rund 900.000 Bänden (über die Hälfte davon in Fremdsprachen) und mehr als 1,1 Millionen elektronische Bücher.

## Symbole

### Wappen
Die Olivenzweige im Wappen symbolisieren die Sehnsucht nach Frieden und Freundschaft, das Buch steht für die Suche nach Wissen und Wahrheit. Die beiden Schriftzeichen 上外 (Shàngwài) sind die Abkürzung des chinesischen Namens. Die Schriftart wurde der Kalligrafie aus dem Tagebuch des Dichters Lu Xun nachempfunden, der im benachbarten Hongkou-Park begraben ist. Die Zahl 1949 erinnert an das Gründungsjahr der Hochschule. Die Farbe ist Meerblau und soll für den Geist stehen, der die Welt umarmt, wie das Meer die Flüsse umfasst.

### Motto
Das Motto besteht aus zwei Sätzen von jeweils vier Schriftzeichen. Der erste Satz, “格高志远”, der bedeutet, dass man die Integrität und Vision haben sollte, stammt von Konfuzius, der sagte: „Diejenigen, die ehrlich reden und mit Integrität handeln, werden mit Vision leben und mit einem sauberen Ruf sterben.“ Eine weitere Quelle ist im Wenxuan (文選), einer Anthologie früher chinesischer Werke, von Liang Xiaotong der Südlichen Dynastien (420–589) bearbeitet: „Mit Integrität und Vision scheint man unbesiegbar zu sein.“
Der zweite Satz, “学贯中外”, bedeutet, dass man wissenschaftliche Exzellenz erreichen sollte, die China und den Rest der Welt zusammenbringt.

### Hymne
Die Universitätshymne Die Ode an die SISU wurde am 27. März 1989 vom Universitätssenat angenommen, nachdem sie von Experten, darunter Lu Zaiyi vom Konservatorium Shanghai bewertet worden war. Der Text wurde von Zhuang Kairen, einem ehemaligen Doktoranden geschrieben, die Melodie von Wang Zhihui, einem Bachelor-Studenten des Jahrgangs 1985 komponiert. 2009, zum 60-Jahres-Jubiläum, wurde der Texte in Einklang mit dem neuen Motto überarbeitet.
上海外国语大学 / 崛起在华东
与新中国同龄 / 同龄 / 前途无穷
把中外沟通 / 让东西交融
五洲四海 / 架一道 / 万丈彩虹
啊 / 上外 / 啦 / 上外
啊 / 上外 / 格高 / 志远 / 学贯 / 中外
光荣传统铭记心中
Shànghǎi Wàiguóyǔ Dàxué / juéqǐ zài Huádōng
yǔ xīn Zhōngguó tónglíng / tónglíng / qiántú wúqióng
bǎ Zhōngwài gōutōng / ràng dōngxī jiāoróng
wǔzhōu sìhǎi / jià yīdào / wànzhàng cǎihóng
ā / Shàngwài / la / Shàngwài
ā / Shàngwài / gé gāo / zhì yuǎn / xué guàn / Zhōngwài
guāngróng chuántǒng míngjì xīnzhōng

## Fächer

### Fremdsprachen
|    | Sprache        | Originalsprache  | Abteilung                                                      | Jahr |
| -- | -------------- | ---------------- | -------------------------------------------------------------- | ---- |
| 1  | Russisch       | Русский          | 俄语系 / Russischabteilung                                     | 1949 |
| 2  | Englisch       | Englisch         | 英语学院 / Englischinstitut                                    | 1950 |
| 3  | Birmanisch     | မြန်မာစာ             | 东方语学院 / Ostspracheninstitut                               | 1950 |
| 4  | Vietnamesisch  | Tiếng Việt       | 东方语学院 / Ostspracheninstitut                               | 1950 |
| 5  | Indonesisch    | Bahasa Indonesia | 东方语学院 / Ostspracheninstitut                               | 1950 |
| 6  | Deutsch        | Deutsch          | 德语系 / Deutschabteilung                                      | 1956 |
| 7  | Französisch    | Français         | 法语系 / Französischabteilung                                  | 1956 |
| 8  | Spanisch       | Español          | 西方语系 / Westsprachenabteilung                               | 1964 |
| 9  | Arabisch       | العربي           | 东方语学院 / Ostspracheninstitut                               | 1964 |
| 10 | Japanisch      | 日本語           | 日本文化经济学院 / Japanisches Kultur- und Wirtschaftsinstitut | 1964 |
| 11 | Griechisch     | Ελληνικά         | 西方语系 / Westsprachenabteilung                               | 1972 |
| 12 | Italienisch    | Italiano         | 西方语系 / Westsprachenabteilung                               | 1972 |
| 13 | Albanisch      | Gjuha shqipe     | /                                                              | 1973 |
| 14 | Portugiesisch  | Português        | 西方语系 / Westsprachenabteilung                               | 1978 |
| 15 | Koreanisch     | 한국어           | 东方语学院 / Ostspracheninstitut                               | 1993 |
| 16 | Farsi          | فارسی            | 东方语学院 / Ostspracheninstitut                               | 1996 |
| 17 | Thai           | ภาษาไทย          | 东方语学院 / Ostspracheninstitut                               | 2001 |
| 18 | Schwedisch     | Svenska          | 德语系 / Deutschabteilung                                      | 2007 |
| 19 | Niederländisch | Nederlands       | 西方语系 / Westsprachenabteilung                               | 2007 |
| 20 | Hebräisch      | עִבְרִית            | 东方语学院 / Ostspracheninstitut                               | 2007 |
| 21 | Ukrainisch     | Українська       | 俄语系 / Russischabteilung                                     | 2007 |
| 22 | Türkisch       | Türkçe           | 东方语学院 / Ostspracheninstitut                               | 2011 |
| 23 | Hindi          | हिन्दी              | 东方语学院 / Ostspracheninstitut                               | 2012 |

### Weitere Fächer
Bachelorstudiengänge
- Beziehungen zur Öffentlichkeit (BBM)
- Chinesisch als Fremdsprache (BA)
- Finanzwissenschaft (BEc)
- Geschäftsenglisch (BA)
- Geschäftsverwaltung (BBM)
- Informationsmanagement und Informationssystem (BBM)
- Internationale Politik (LLB)
- Internationale Wirtschaft und Handel (BEc)
- Internet und die neuen Medien (MA)
- Journalistik (BA)
- Jura (LLB)
- Pädagogische Technologie (BEd)
- Rechnungswesen (BBM)
- Reklamewesen (BA)
- TV- und Radio-Journalismus (BA)
- Übersetzen (BA)

## Bekannte Absolventen
- Zhou Shuchun – Vizepräsident der Nachrichtenagentur Xinhua
- Wang Yeping – ehemalige First Lady Chinas (Frau von Jiang Zemin)
- Joan Chen – Schauspielerin
- Zhang Hanhui – Diplomat

## Bekannte Dozenten
- Folker Reichert – deutscher Historiker
- Ghil’ad Zuckermann – israelo-australischer Sprachwissenschaftler